# 希尔伯特计划
希爾伯特計劃（德語：Hilbertprogramm）是由德國數學家大卫·希尔伯特在1920年代提出的一個數學計畫。它是一個關於公理系統相容性的嚴謹證明的一項計划。
這個計劃不應該和希尔伯特的23个问题混淆，不過這個計劃對數學的發展也有著重要的影響。
哥德爾不完備定理指出，希爾伯特計劃大多數目標無法實現。

## 希尔伯特计划的陈述
这个计划的主要目标，是为全部的数学提供一个安全的理论基础。具体地，这个基础应该包括：
- 所有数学的形式化。意思是，所有数学应该用一种统一的严格形式化的语言，并且按照一套严格的规则来使用。
- 完备性。我们必须证明以下命题：在形式化之后，数学里所有的真命题都可以被证明（根据上述规则）。
- 一致性。我们必须证明：运用这一套形式化和它的规则，不可能推导出矛盾。
- 保守性。我们需要证明：如果某个关于“实际物”的结论用到了“假想物”（如不可数集合）来证明，那么不用“假想物”的话我们依然可以证明同样的结论。
- 确定性。应该有一个算法，来确定每一个形式化的命题是真命题还是假命题。

## 外部連結
- Richard Zach. . 扎尔塔, 爱德华·N  (编). .